# Споменик страдалим Таковцима у Норвешкој
Споменик страдалим Таковцима у Норвешкој је централни споменик у оквиру Спомен-парка Брдо мира у Горњем Милановцу. Подигнут је као симбол сећања на 3000 убијених и страдалих интернираца из целе Југославије који су заробљени од стране Немаца затворени у логорима у Норвешкој.
Споменик је подигнут 1973. године, дело је академског вајара Жике Максимовића из Чачка, симболизује логор са бодљикавом жицом који је донео мученичку смрт многима, односно дрво живота и смрти, израсло из људских костију на жрвњу.  
Монументалан бронзани споменик је постављен у средишту омањег кружног трга, на постољу у облику мермерног жрвња. Грандиозна представа скулптуралног експресионизма и симболизма, веома је карактеристична за споменике посвећене Другом светском рату. Са предње и задње стране истичу се два велика викиншка штита са зрацима сунца на њиховом ободу, као симболима одбране и живота. Између њих уметнути су скелети и кости који представљају смрт и страдање. 
На предњем штиту је на норвешком и српском језику наизменично исписана сажета, али суштинска порука: Нико именован – нико заборављен.
На задњем штиту стоје стихови:
Не! Над гробљем нашим нек нико не тужи.
Уз хук лавина, ту, где студен влада,
нек само вихор изнад мртвих кружи
у поларној ноћи што суморно пада. 
Испред споменик постављене су две плоче: на првој бронзаној стоји да се споменик подиже у славу страдалима у 24 нацистичка логора у Норвешкој, од Бергема до Карасјока, од 1941. до 1945. године. Друга плоча од шареног мермера, обавештава даје у подножју споменика постављен грумен норвешке земље.